# Санкт-Катрайн-ам-Хауэнштайн
Санкт-Катрайн-ам-Хауэнштайн (нем. Sankt Kathrein am Hauenstein) — коммуна (нем. Gemeinde) в Австрии, в федеральной земле Штирия.
Входит в состав округа Вайц. Население составляет 684 человек (на 2016 года). Занимает площадь 19,29 км². Официальный код — 61744.

## Политическая ситуация
Бургомистр коммуны — Peter Knöbelreiter (АНП) по результатам выборов 2015 года.
Совет представителей коммуны (нем. Gemeinderat) состоит из 9 мест.
- АНП занимает 7 мест.
- СДПА занимает 2 места.